# Клён Хананоки
Клён Хананоки (лат. Acer pycnanthum) — дерево, вид рода Клён (Acer) семейства Сапиндовые (Sapindaceae), произрастающий в Японии, интродуцирован в Корее.

## Ботаническое описание
Клён Хананоки обычно около 20 м в высоту, достигает 30 м. Цветёт в апреле до появления листьев. Хотя вид считается уязвимым в своей естественной среде обитания, этот клён используется в качестве уличного дерева и является официальным деревом ряда японских муниципалитетов и префектуры Айти.
Клён Хананоки — двудомный, с отдельными мужскими и женскими цветками. Кора серая с продольными трещинками, иногда имеет лохматый вид. Листья, которые весной приобретают бронзово-зелёный цвет, имеют неглубокие лопасти и беловатый налёт на нижней стороне. Осенью листья становятся жёлтыми, оранжевыми, красными и пурпурными. Вид похож на меньший по размеру Клён красный (Acer rubrum).
- Цветки и бутоны
- Листья

## Распространение и местообитание
Вид является эндемиком Японии. Произрастает в реликтовых горных заболоченных местах.

## Культивирование
Вид подходит для зоны устойчивости 5 USDA. Он предпочитает полное солнце полутени и является морозостойким во всей Великобритании и Северной Европе. Общие проблемы включают тлю и вертициллёзное увядание.